# Жак фон Польє
Жак фон Польє (фр. Jacques von Polier) (нар. 5 вересня 1979 року) — французький дизайнер, який живе в Росії. Жак — учасник численних художніх і дизайнерських проєктів. Він так само є директором креативного і дизайнерського відділу Петродворцового Годинникового Заводу «Ракета». Спільно з Девідом Хендерсоном-Стюартом [6], він почав процес реструктуризації і ребрендингу російського історичного часового бренду «Ракета».
Польє написав книгу про подорож по Росії та Азії, яка вийшла 2001 року у французькому видавництві Robert Laffont.
У 2011 році Жак фон Польє був номінований в «Топ 50 відомих людей Санкт-Петербурга», організованої популярним російським журналом Собака.
У 2012 році Польє брав участь в українському телевізійному серіалі Принц бажає познайомитися на каналі 1+1.